# ウィンプル

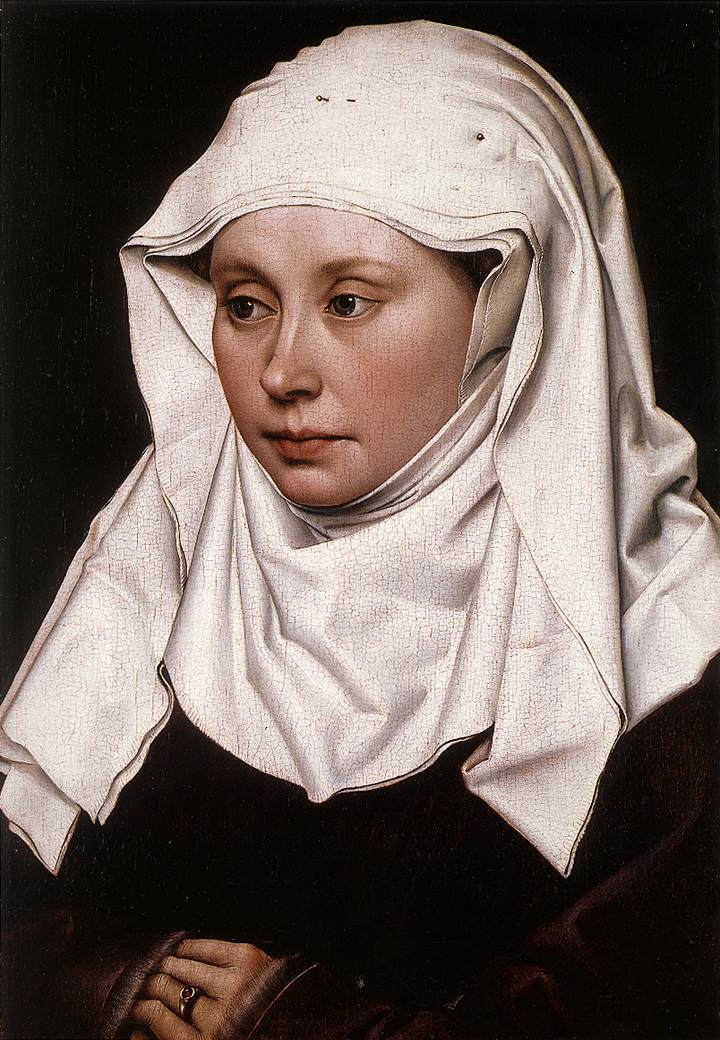
ウィンプル（ロベルト・カンピン作 『Portrait of a Woman』）

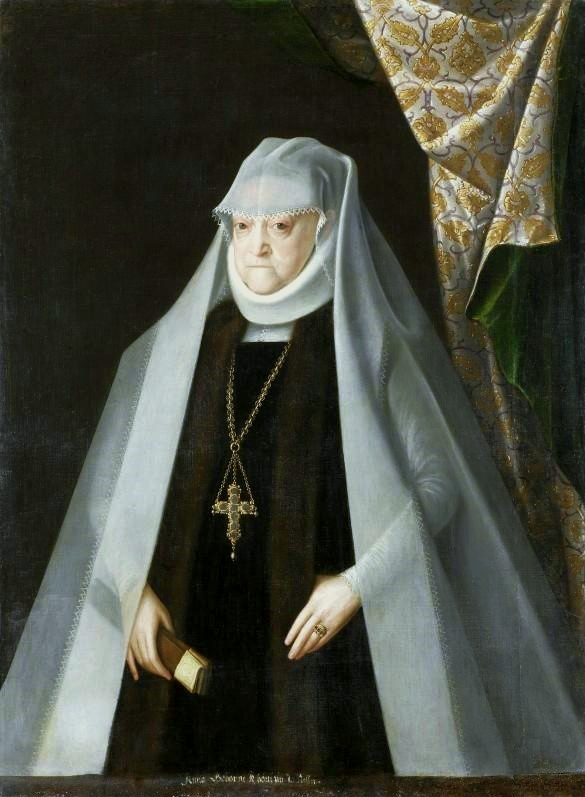
16世紀のウィンプル

ウィンプル (英語: wimple) は、12世紀から13世紀ごろの中世ヨーロッパで着用され始めた女性用頭巾である。白やサフラン色の四角い布で、筒型に丸めて髪にピン止めし、頭から首や顎を覆う。
帽子のようにツバを付けたりしたコルネットという改造も行われた。
キリスト教文化圏では既婚女性が髪を出すのが、はしたない事とされ身に付けられた。しかし、近代以降の一般人はガーゼ（ベール）を身に着けるようになり、やがて髪を隠さなくなった。そのため、宗教上の理由により頭に被る必要があった修道女の伝統的な制服としてしか見られなくなった。

## キリスト教において
新約聖書のコリントの信徒への手紙一に、女性は頭を覆うべきであるという記述がある。
```
11:5「祈をしたり預言をしたりする時、かしらにおおいをかけない女は、そのかしらをはずかしめる者である。それは、髪をそったのとまったく同じだからである。」
11:6「もし女がおおいをかけないなら、髪を切ってしまうがよい。髪を切ったりそったりするのが、女にとって恥ずべきことであるなら、おおいをかけるべきである。」
11:10「それだから、女は、かしらに権威のしるしをかぶるべきである。それは天使たちのためでもある。」
```

旧約聖書イザヤ書を翻訳した欽定訳聖書には3.22にウィンプルとあるが、ヘブライ語の原文ではカーチフの意である。